# Peter-Paul-Kirche (Senftenberg)

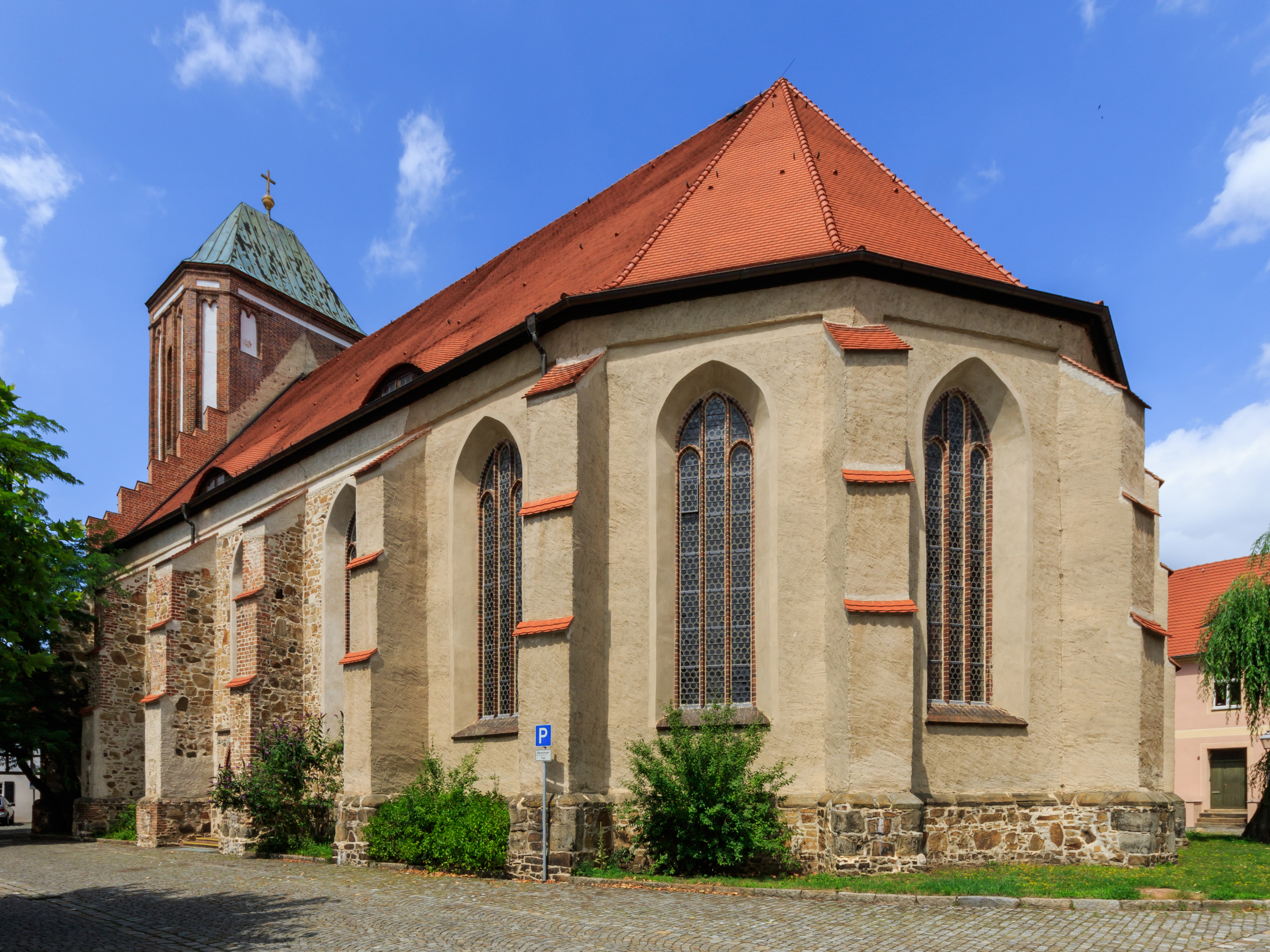
Peter-Paul-Kirche, Kirchenschiff

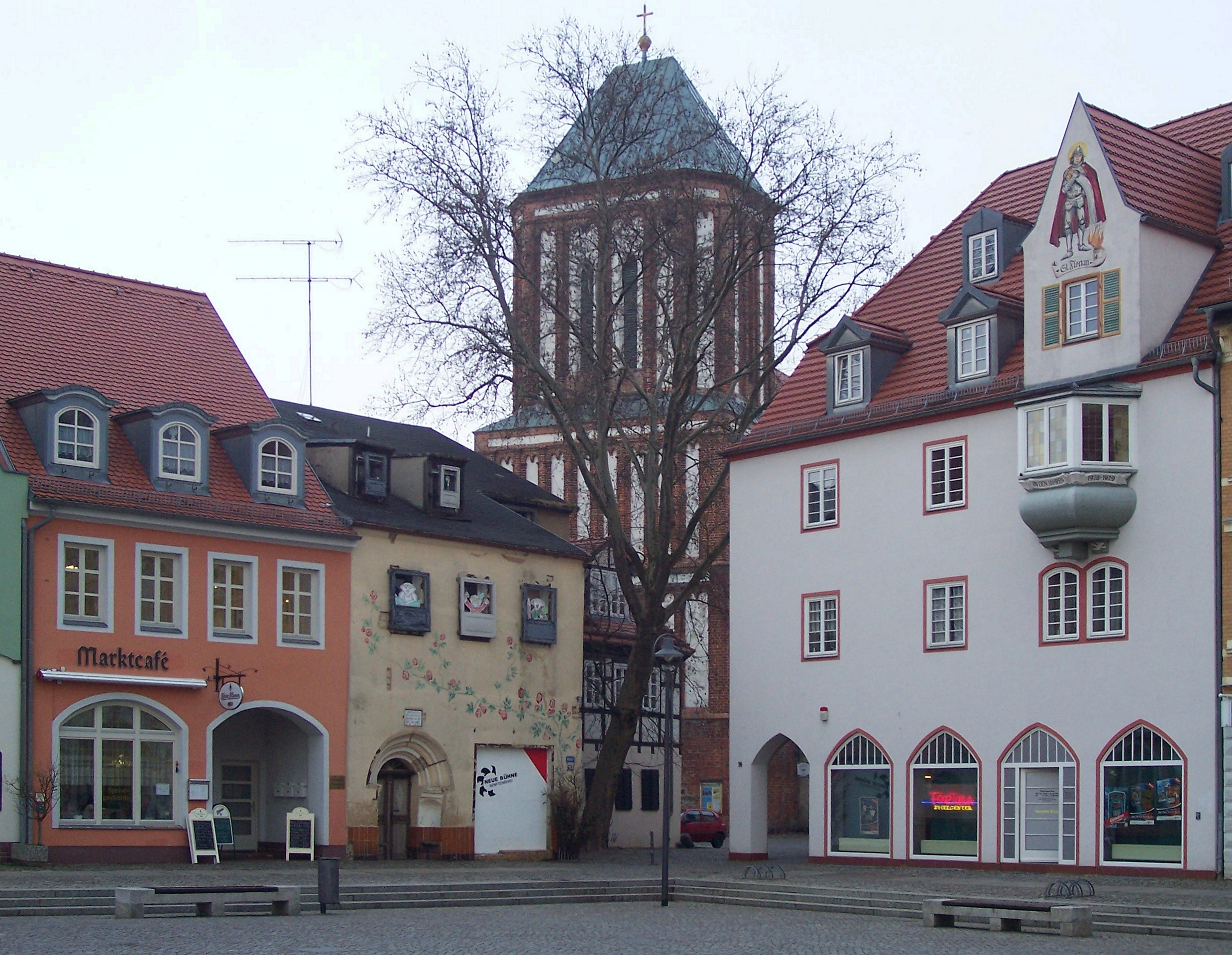
Blick auf die Kirche vom Markt

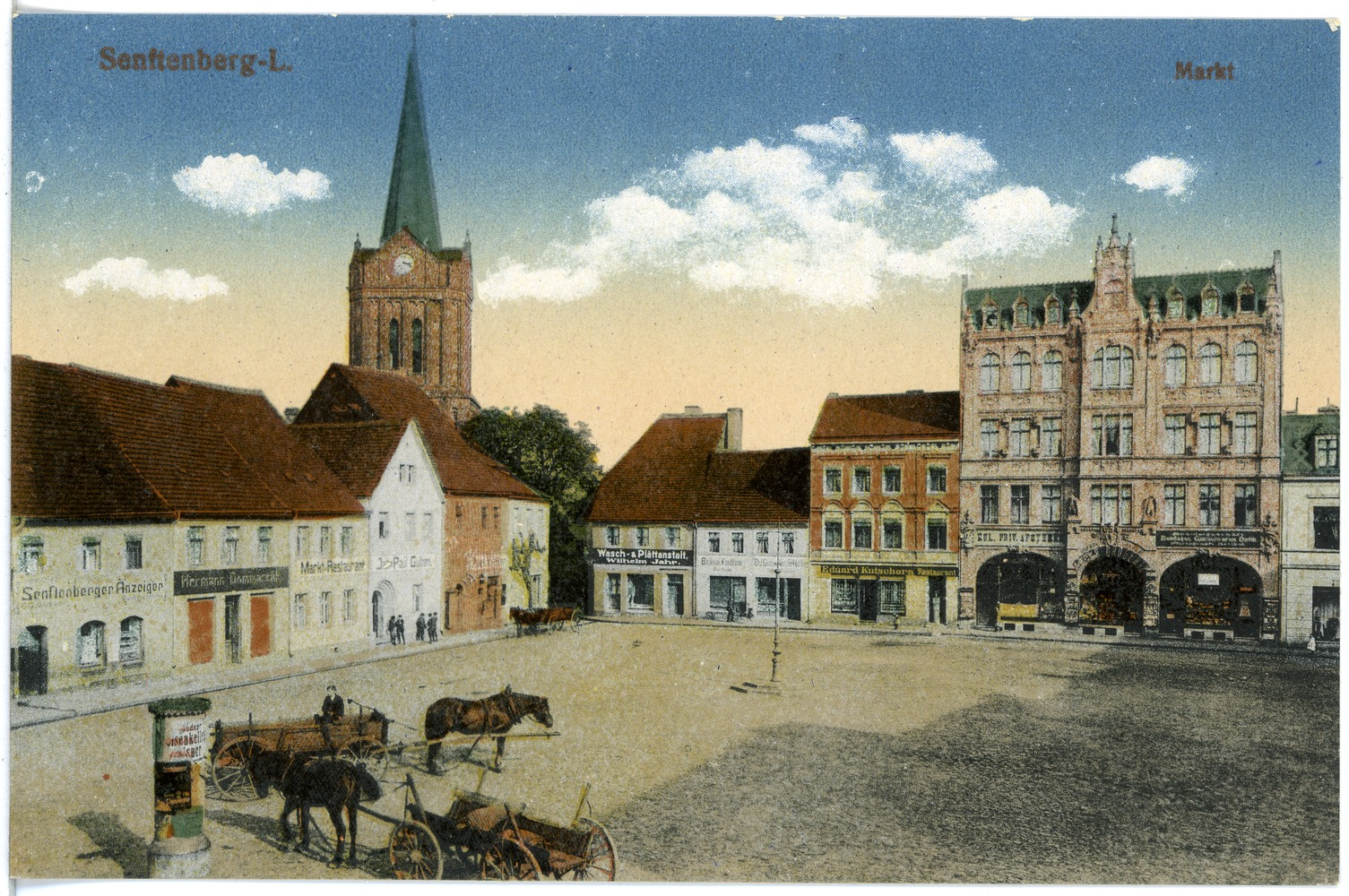
Blick auf die Kirche mit neogotischer Haube

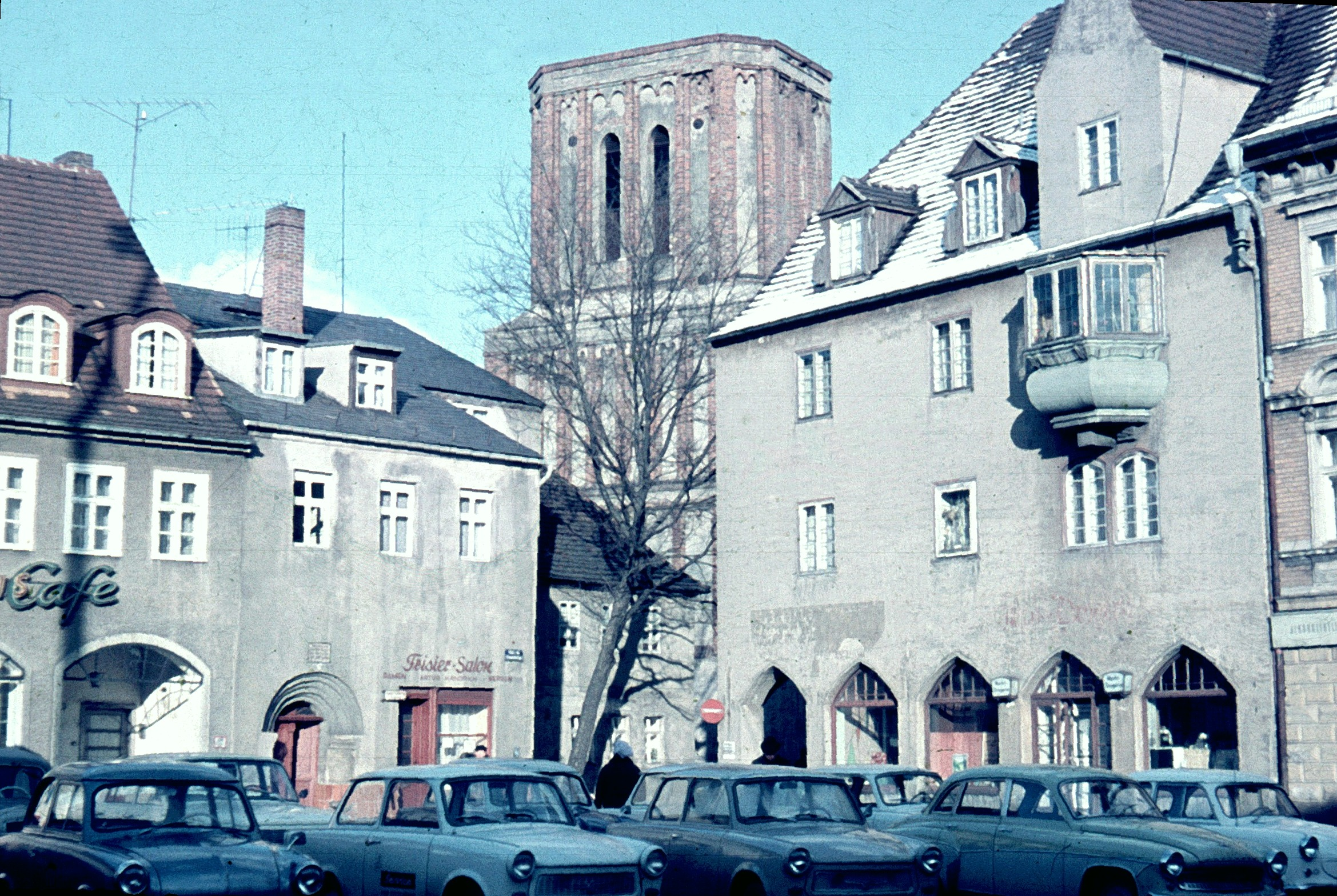
Blick auf die Kirche ohne Haube 1969

Die Peter-Paul-Kirche ist die älteste Kirche in Senftenberg. Sie steht auf dem Kirchplatz, der sich nordöstlich an den Senftenberger Markt anschließt. Sie ist den Aposteln Petrus und Paulus geweiht. Das Innere der Kirche stellt sich heute schlicht dar. Die Kirche ist hell getüncht. Die Peter-Paul-Kirche ist denkmalgeschützt.

## Geschichte
Die Kirche wurde vermutlich in der zweiten Hälfte des 13. Jahrhunderts erbaut. Vergleiche mit der Sankt-Nikolai-Kirche in Luckau, der Evangelischen Stadtkirche in Calau sowie  in Cottbus lassen diese Datierung zu.
Ende des 15. Jahrhunderts wurde im Nordosten eine quadratische Sakristei angebaut. Anfang des 16. Jahrhunderts war die Kirche in ihrer heutigen Form fertiggestellt.

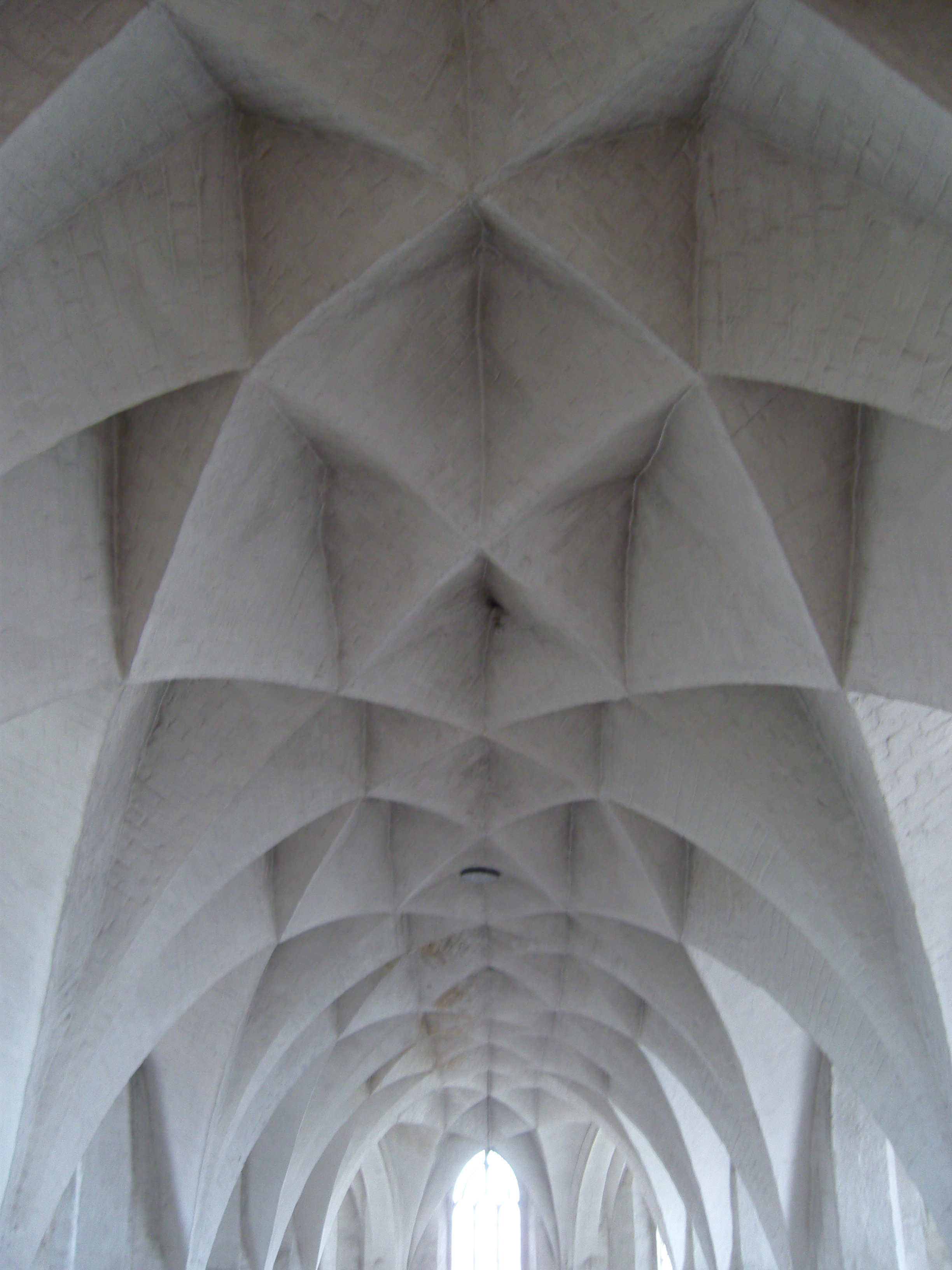
Knickgratzellengewölbe, von der Empore gesehen

Bei allen großen Stadtbränden, unter anderem 1509, 1641 und 1717, wurde die Kirche beschädigt und der Turm mit den Glocken zerstört. Durch Spenden Senftenberger Bürger und Steuerbefreiungen seitens des sächsischen Kurfürsten konnte die Kirche jedes Mal wieder aufgebaut werden. Nach dem Stadtbrand 1509 wurde vermutlich das heutige Knickgratzellengewölbe eingezogen, das den gesamten Kirchenbau überspannt und damit in Sachsen und Brandenburg in Kirchenbauten einmalig ist. Diese Bauweise wurde ursprünglich in Profanbauten angewandt, unter anderem in der Albrechtsburg in Meißen.
Im Jahr 1539 wurde die Reformation in Senftenberg eingeführt. Ein Jahr später wurde erstmals eine Wendische Kirche in Senftenberg erwähnt, in der für die Sorbisch sprechende Bevölkerung Sorbisch gepredigt wurde. In Abgrenzung zur Wendischen Kirche wird die Peter-Paul-Kirche auch als Deutsche Kirche bezeichnet.
Die Kirche wurde im 17. und 18. Jahrhundert erneuert. Eine umfassende Renovierung erfolgte 1891/1892 nach Plänen des Architekten Zieetz aus Eutin. Dabei erhielt die Kirche anstelle des niedrigen Satteldachs, das nur unwesentlich höher als das Kirchenschiff war, einen spitzgiebligen Turmaufbau mit einer Turmuhr. Die Turmhöhe betrug etwa 60 Meter. Durch Gemeindeumlage wurden die Baukosten von ungefähr 30.000 Mark finanziert. Die Kirche erhielt für 1982 Mark eine Heizanlage von der Firma Sachse aus Halle an der Saale. Die Verglasung der Fenster nahm die Kunstanstalt für Glasmalerei C. Türcke & Co. aus Zittau vor. Das Altarfenster mit der Darstellung des einladenden Christus nach einem Gemälde von Karl Gottfried Pfannschmidt kostete 1000 Mark. Das Gestühl und die Empore wurden im neugotischen Stil neu geschaffen.
Im Zweiten Weltkrieg wurde die Kirche bei den Kämpfen am 20. und 21. April 1945 durch Artilleriebeschuss stark beschädigt. Die Turmhaube wurde zerstört, der Turm, das Kirchendach und das Kirchenschiff brannten vollständig aus. Nach einer Notsicherung und dem Einbau eines Notdaches im Jahr 1946 wurde die Kirche von 1951 bis 1958 wiederaufgebaut. Am 28. September 1958 wurde sie durch den Generalsuperintendenten Günter Jacob übergeben. In den Jahren 1985/1986 wurde ein Turmdach, das bis zu diesem Zeitpunkt fehlte, aufgesetzt. Dieses Walmdach erinnert in seiner Form an die ursprüngliche Form des Kirchturms. Kreuz und Kugel wurden am 16. Oktober 1986 um 14 Uhr aufgesetzt. Die Firma Winter aus Schirgiswalde führte diese Arbeiten aus. Bei Restaurierungsarbeiten 2012/2013 wurde eine 1890/1891 vermauerte Tür zwischen Sakristei und Kirchenschiff entdeckt und wieder geöffnet. Im Zuge der Restaurierung wurde in der Sakristei ein Boden aus handgestrichenen Backsteinen und Nischen in den Wänden wiederentdeckt. Die Nischen sollen als Abstellmöglichkeit genutzt werden.

## Baubeschreibung

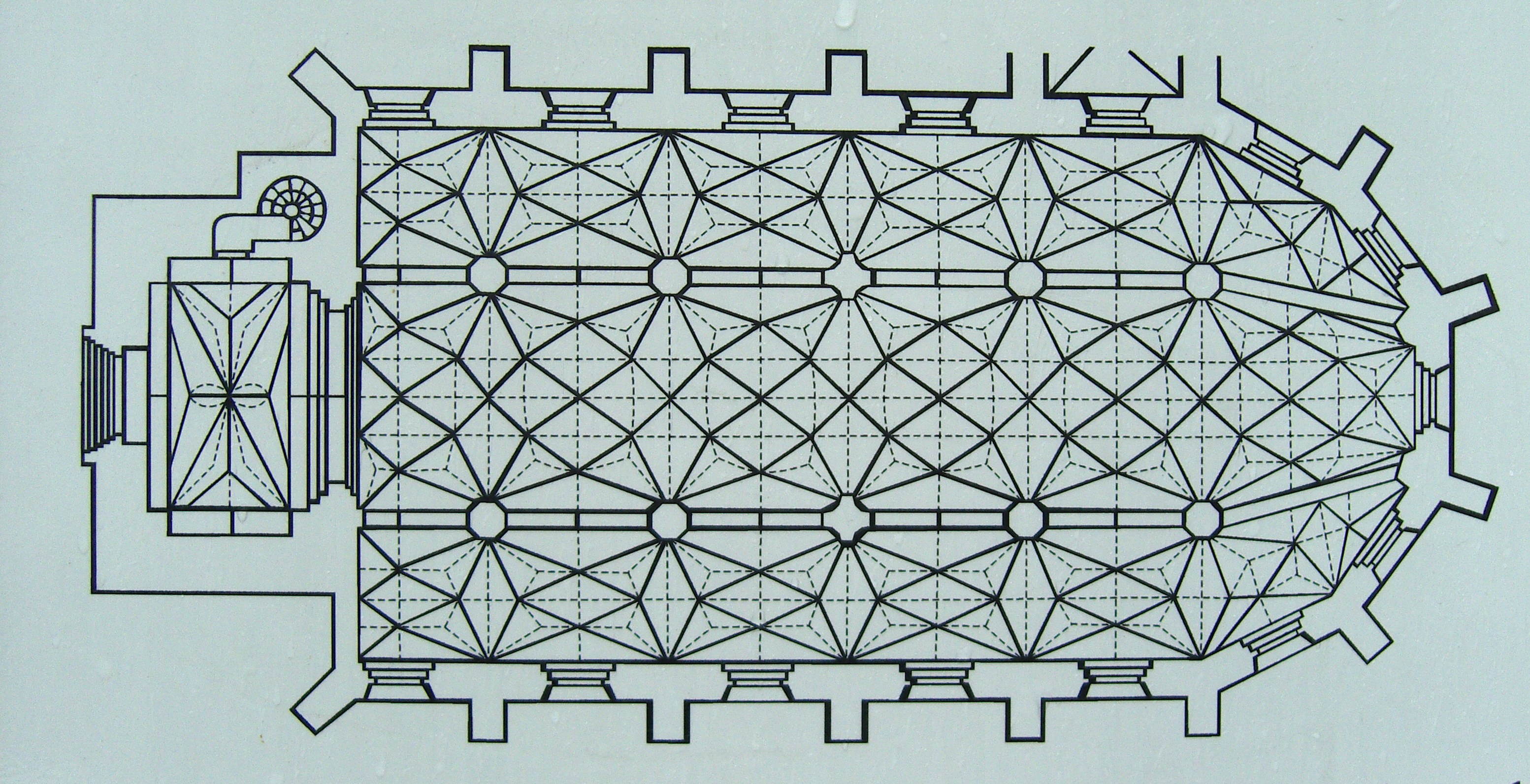
Grundriss

Die Kirche ist eine dreischiffige spätgotische Hallenkirche mit einem querrechteckigen dreigeschossigen Westturm. Für den Bau wurden Backsteine und Feldsteine verwendet. Das Langhaus ist dreijochig, der Chor zweijochig. Die Joche im Langhaus im Mittelschiff sind querrechteckig, die Joche in den Seitenschiffen längsrechteckig.
Die Gestaltung des Chores erfolgte im Sinne der sogenannten Lausitzer Schule. Die Gurtbögen des letzten Joches laufen leicht schräg auf den östlichen Wandpfeiler zu, so dass der Eindruck eines Chorganges entsteht. Am Chor und Langhaus befinden sich zweifach abgetreppte Strebepfeiler.
Das Zellengewölbe oder Netzgratgewölbe wird von zehn freistehenden achtseitigen Pfeilern getragen. Das Kreuzgewölbe der quadratischen Sakristei ist mit Birnstabrippen versehen. 
Das oberste Geschoss des dreigeschossigen Turms wird in ein ungleichseitiges Achteck übergeführt. Das Äußere des Sockelgeschosses ist glatt. Die Obergeschosse sind durch paarige Blenden reich gegliedert.
Die Kirche ist 44 Meter lang und 18 Meter breit. Das Kirchenschiff ist 14 Meter hoch. Die Höhe des Kirchturms beträgt 28 Meter, mit Kreuz und Kugel 32 Meter.

## Innenausstattung

### Altar und Kanzel

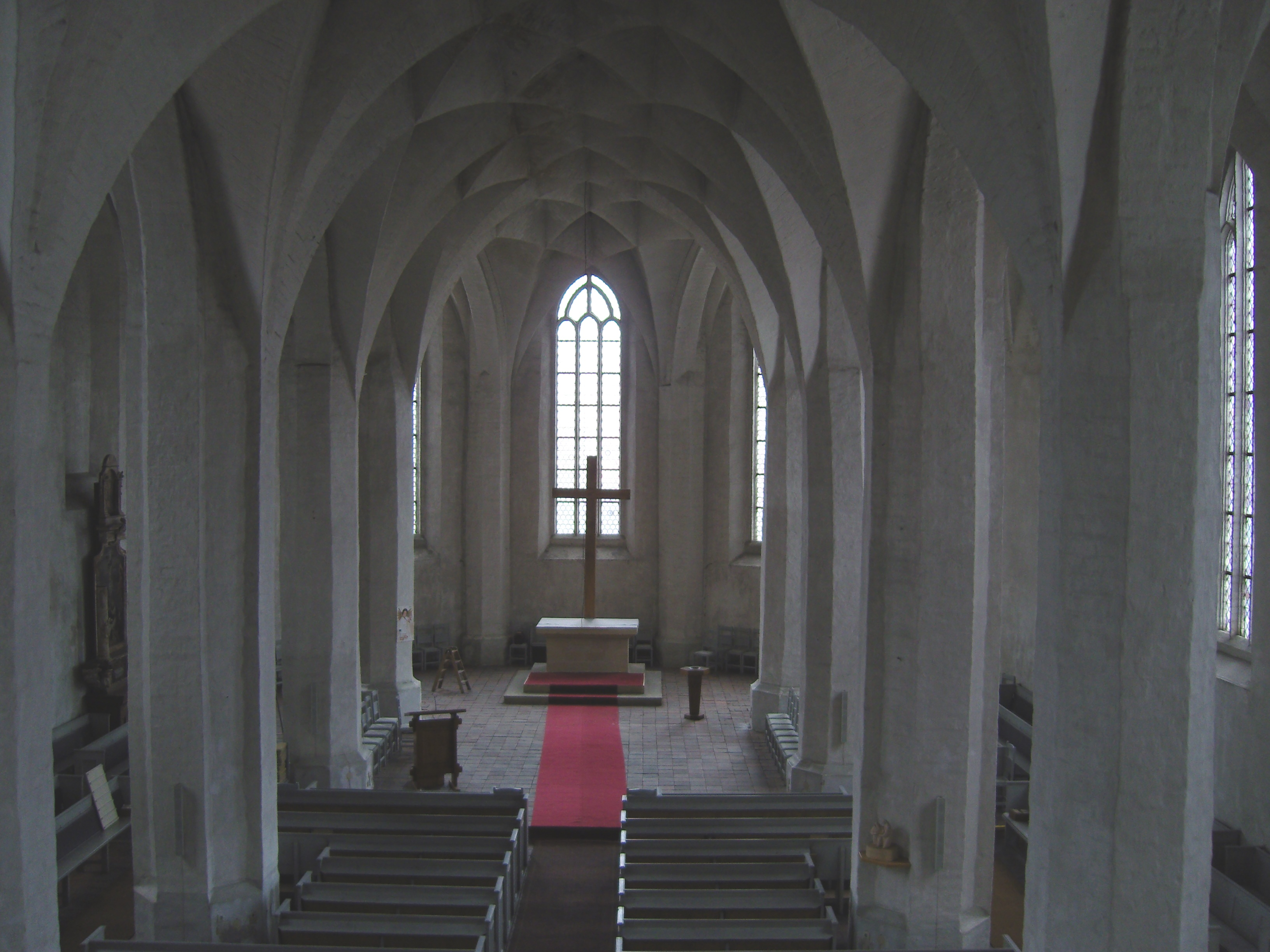
Blick von der Empore

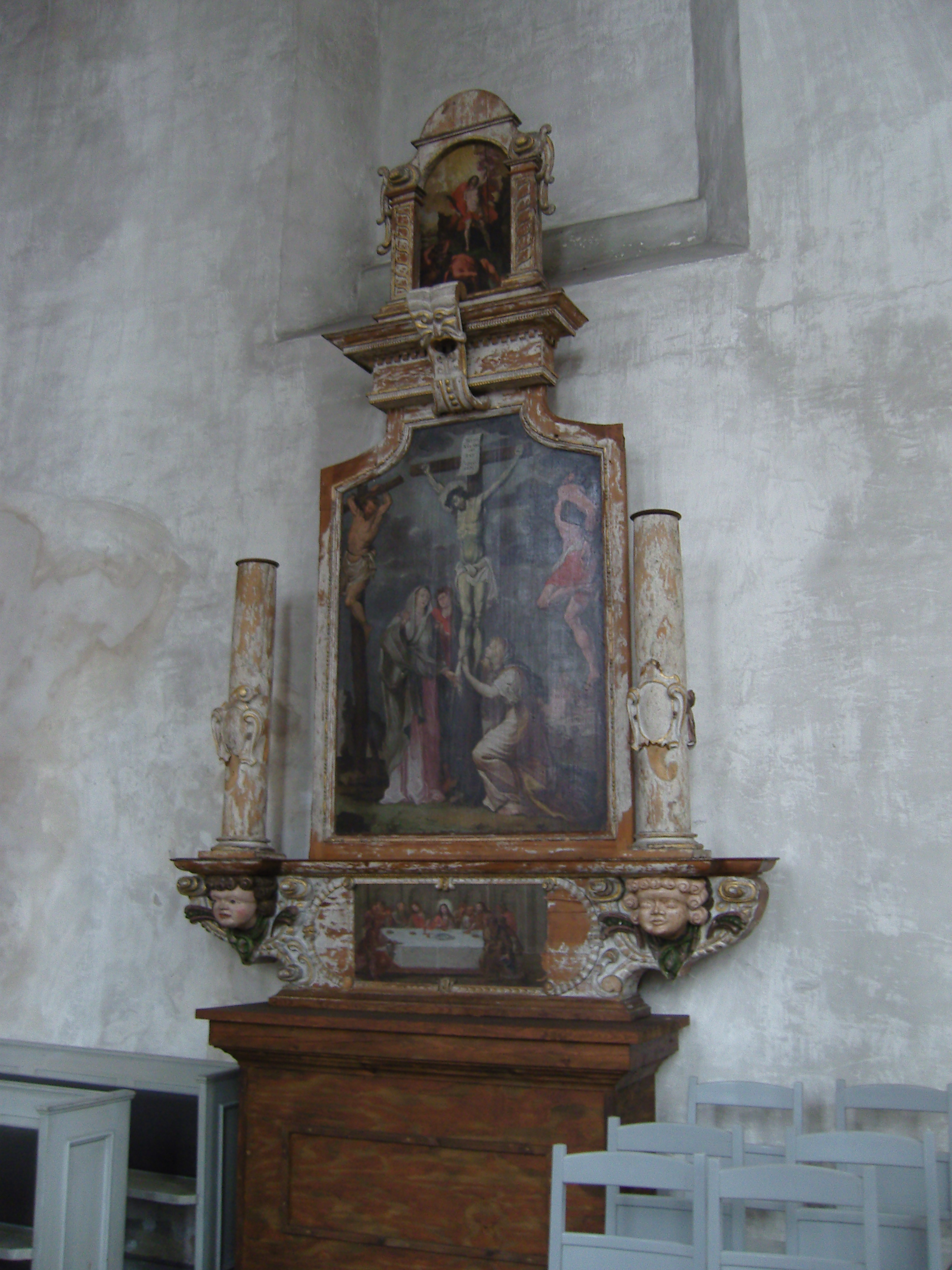
Ehemaliger Altar der Wendischen Kirche

Vor der Reformation befanden sich sechs Altäre in der Kirche, neben dem Hauptaltar unter anderem für Beate virginis, St. Andrea und St. Nikolai.
Der spätgotische Hauptaltar stammt aus dem Ende des 15. Jahrhunderts und wurde 1503 erstmals erwähnt. Im Mittelteil stand eine geschnitzte Figur der Maria und in den Seitenteilen Figuren der Apostel Petrus und Paulus. Bei der Renovation der Kirche 1891/1892 wurde der Marienaltar zugunsten eines ziemlich handwerksmäßig gearbeiteten neugotischen Altars beseitigt und 1905 an das Kloster Dobrilugk verkauft. Wie die gesamte Inneneinrichtung wurde auch der Altar im Zweiten Weltkrieg zerstört.
Der heutige Altar aus Sandstein ist einfach und schmucklos mit einem großen Holzkreuz.
Im Jahr 1618 wurde auf Kosten des damaligen Bürgermeisters Ambrosius Handt die Holzkanzel gefertigt. Der Preis lag bei 300 Talern. Auf der heutigen Pultkanzel sind Schlüssel und Schwert, die Symbole der Apostel Petrus und Paulus, abgebildet.
Des Weiteren befinden sich an der Nordseite der Kirche Teile eines Barockaltars. Er stammt aus der Wendischen Kirche und sollte nach der Zerstörung in der Peter-Paul-Kirche aufgestellt werden. Diese Pläne wurden jedoch nicht ausgeführt, der Altar wurde Ende der 1960er Jahre zerlegt und verfiel über zwei Jahrzehnte. Danach wurde er in der Kirche aufgestellt. Der Maler Abraham Jäger aus Finsterwalde schuf den Altar im Jahr 1682.

### Taufstein
Der Taufstein wurde durch Zacharias Starke in Dresden gefertigt. Starke wurde in Senftenberg geboren. Der Landvogt der Niederlausitz Hans von Polenz soll unter dem Taufstein begraben sein.

### Skulptur
An der rechten mittleren Säule steht eine Skulptur, die auf die langjährige Partnerschaft mit der Gemeinde Leersum in den Niederlanden hinweist. 

## Orgel

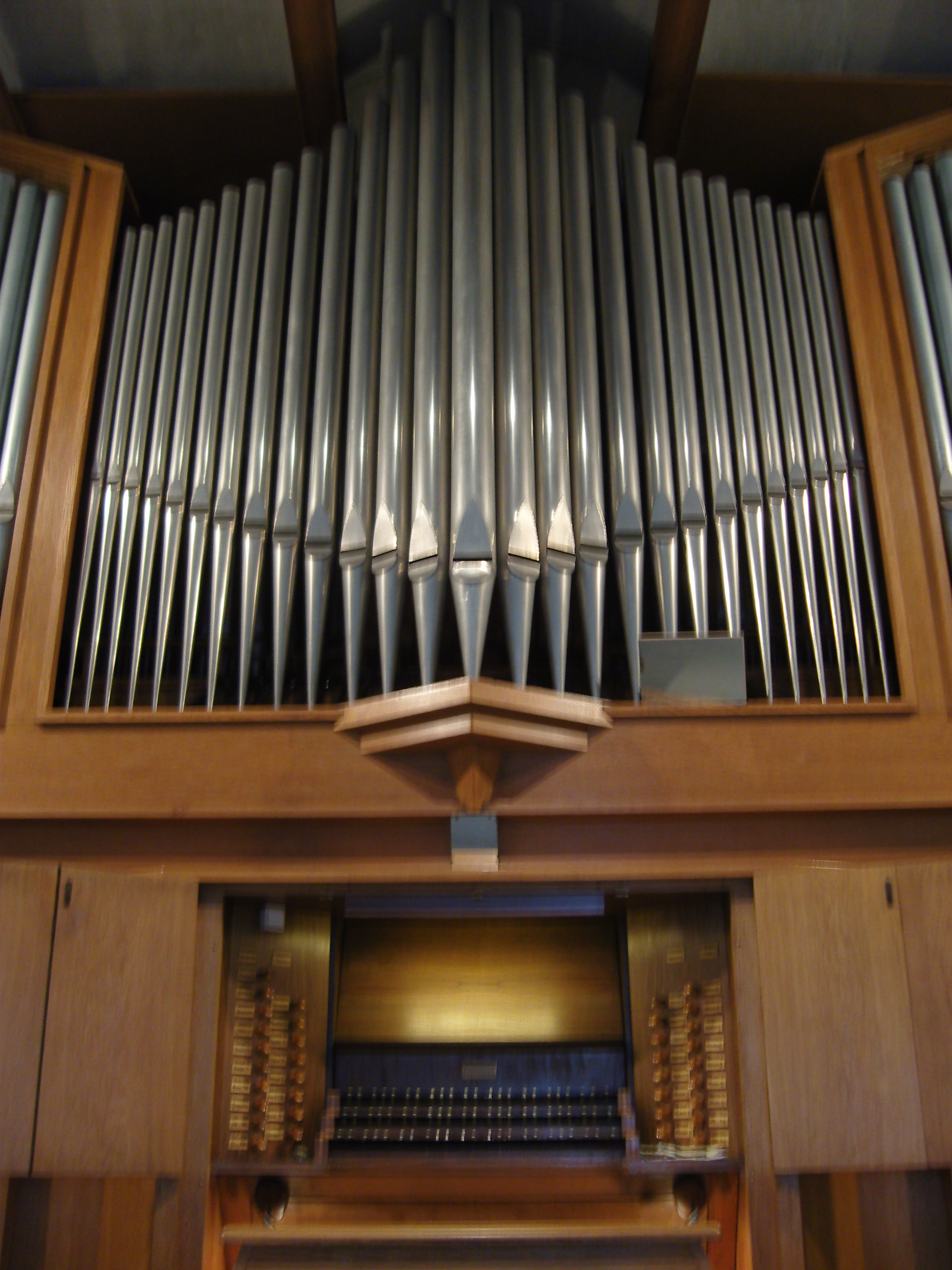
Eule-Orgel

Die Orgel wurde erstmals 1504 erwähnt. Im Jahr 1635 erbaute der Großenhainer Organist und Orgelbaumeister Christian Koch eine neue Orgel für die Kirche. Bei der Renovation der Kirche im Jahr 1690 bemalte sie der Königsbrücker Maler Füllkrug. Orgelbaumeister Familius fügte im Jahr 1730 der Orgel Bässe hinzu.
Im Jahr 1765 setzte der Senftenberger Organist Christian Schechner eine kleine pedallose Orgel auf.
Bei der umfassenden Kirchenrenovation 1891/1892 bekam die Kirche eine neue Orgel von der Schweidnitzer Firma Schlag & Söhne. Als die Kirche im Zweiten Weltkrieg ausbrannte, wurde auch die Orgel zerstört. Am 1. Advent im Jahr 1960 wurde die heutige Orgel eingeweiht. Sie verfügt über 2222 Orgelpfeifen, drei Manuale und Pedal und 29 Register. Geschaffen wurde sie von Eule Orgelbau Bautzen und mit einer Orgelempore versehen. Die Disposition lautet wie folgt:
| I Hauptwerk C–g3 |       |
| Quintade         | 16′   |
| Praestant        | 8′    |
| Rohrgedackt      | 8′    |
| Oktave           | 4′    |
| Flachflöte       | 2′    |
| Nasard           | 2 ⁄3′ |
| Mixtur V–VI      |       |
| Trompete         | 8′    |

| II Oberwerk(schwellbar) C–g3 |     |
| Koppelflöte                  | 8′  |
| Quintade                     | 8′  |
| Rohrflöte                    | 4′  |
| Oktave                       | 2′  |
| Schwiegel                    | 1′  |
| Scharf IV–V                  |     |
| Rankett                      | 16′ |
| Tremulant                    |     |

| III Rückpositiv C–g3 |       |
| Gedackt              | 8′    |
| Prinzipal            | 4′    |
| Waldflöte            | 2′    |
| Quinte               | 1 ⁄3′ |
| Sesquialter II       |       |
| Zimbel II            |       |
| Krummhorn            | 8′    |
| Tremulant            |       |

| Pedal C–f1    |     |
| Subbaß        | 16′ |
| Oktavbaß      | 8′  |
| Gedacktbaß    | 8′  |
| Choralbass    | 4′  |
| Hintersatz VI |     |
| Posaune       | 16′ |
| Clairon       | 4′  |

- Koppeln: II/I, III/I, III/II, I/P, II/P

## Glocken
Während der großen Stadtbrände 1509, 1641, 1670 und 1717 sowie im Zweiten Weltkrieg wurden die Kirchenglocken zerstört.
Die heutigen drei Kirchenglocken im Turm sind aus Hartguss und von Meister Schilling aus der Glockengießerei in Apolda gegossen. Sie wurden 1956 geweiht.
Die große Glocke wiegt 920 Kilogramm. Gestiftet wurde sie vom Kirchenältesten Wilhelm Hausmann und trägt die Aufschrift: Werfet euer Vertrauen nicht weg, welches eine große Belohnung hat (Hebr. 10,35). Die mittlere Glocke mit 690 Kilogramm wurde von der Evangelischen Frauenhilfe Senftenberg gestiftet. Sie trägt die Aufschrift: Seid fröhlich in Hoffnung, geduldig in Trübsal, haltet an am Gebet. (Römer 12,12.). Die kleine Glocke wurde von vielen Gemeindegliedern gestiftet und trägt die Aufschrift: Lasset euch versöhnen mit Gott. (2. Korinther 5,20). Sie wiegt 430 Kilogramm. Die Bibelworte auf den Glocken sind die Kirchentagslosungen der Jahre 1953 in Hamburg, 1954 in Leipzig und 1956 in Frankfurt am Main.